# Четири године
Четири године је осми студијски албум Лепе Брене, издат 1989. године.
„Ево ме опет“, писало је на насловној страни познатог Југословенског магазина, када се Лепа Брена 1989. године, после паузе од годину дана вратила на сцену албумом „Четири године“, са 12 нових песама.
Албум је као и претходни снимљен за Сарајевски „Дискотон“, продуцент је био Рака Ђокић, а Брена је као и увек овим албумом донела нешто ново. Продат је у више од пола милиона примерака. Нови имиџ, нове песме, нови филм који је пропратио овај албум, Брени су само наговестили, још једну у низу, годину великог успеха.
Брена, као и на претходном албуму и овде ради са великим звездама из света музике. Неки од њих су и Марина Туцаковић, Корнелије Ковач, Лаза Ристовски као и Дино Мерлин. Изузетно је и то што се и овде јављају високобуџетни видео-спотови које је Брена снимила што у СФРЈ, што по иностранству. Тако је спот за песму „Четири године“ снимљен у Мадриду, „Робиња“ у Истанбулу, „Хајде да се волимо“, на енглеском, у Лондону, а бројне друге по Јадранском мору. Сви су они презентовани у наставку њеног филма „Хајде да се волимо, још једном“, који је урађен са врхунском глумачком екипом. Сви спотови емитовали су се на националним телевизијама у ударном вечерњем програму.
Песму „Ја сам Југословенка“ отпевала је заједно са Данијелом Поповићем, Владом Калембером и Аленом Исламовићем. Лепа Брена се поносила земљом у којој живи и она је заиста на свој начин одражавала дух југословенства. Тада је добила и бројне позитивне критике да је сазрела као певач, и да јој пристају теже песме. То је видљиво нпр. у балади „Јаблане“, где су се њеним гласом бавили чак и теолози. Од песама за сва времена, са овог албума, свакако остаје још и балада „Пожели срећу другима“, коју Брена и данас са истим жаром пева на свим својим наступима. Од балада ту су још и „Бисеру бели“, „Врати ми срце“ и наравно „Четири године“, али Брена свакако наставља са шаљивим песмама које су својствене њеној каријери. На овом албуму то би биле „Играј драги“ и „Чувала ме мама“.
Албум се месецима доштампавао, јер се продавао током целе године, а њен филм остаје најгледанији у биоскопима широм земље. Такође се одржава и велика турнеја по свим већим градовима бивше СФРЈ. Тада су челници ПГП РТБ-а изразили жаљење за овом великом звездом, али она без обзира на то остаје верна Дискотону. Својим радом само је доказала да је испред свог времена и да је феномен у земљи у којој живи и ради. Уз Брену су одрастале читаве генерације деце која су била њена највернија публика, али и најбројнији посетиоци на свим њеним наступима. Тада, први пут, деца млађа од седам година почињу да намећу један свој музички укус. Деца су је волела због веселих и певљивих, „откачених“ хитова, жене су се поистовећивале са њеним срцепарајућим баладама, а за мушкарце Брена је била прототип балканске лепотице. И данас Брену воле сви јер је симбол и оличење једног времена када смо сви били срећни, безбрижни, високи и плави. Баш као и она, последња Југословенка.

## Песме
На албуму се налазе следеће песме:
1. Четири године 4,18
(Р. Крстић - М. Цветковић - К. Ковач)
2. Бисеру бели 3,20
(А. Радуловић - М. Туцаковић - А. Радуловић - Л. Ристовски)
3. Јаблане 3,49
(Д. Дервишхалидовић - Д. Дервишхалидовић - Д. Дервишхалидовић/Л. Ристовски)
4. Играј драги 3,32
(Д. Дервишхалидовић - Д. Дервишхалидовић - Д. Дервишхалидовић/Л. Ристовски)
5. Зажели срећу другима 4,02
(А. Радуловић - М. Туцаковић - К. Ковач)
6. Чувала ме мама 2,56
(М. Зец - М. Зец - К. Ковач)
7. Југословенка 4,22
(М. Чајић - М. Мандић - К. Ковач)
8. Имам песму да вам певам 3,26
(Р. Крстић - З. Матић - К. Ковач)
9. Ја припадам само теби 2,58
(Р. Крстић - М. Цветковић - К. Ковач)
10. Врати ми срце 4,17
(Р. Крстић - З. Матић - К. Ковач)
11. Соколе 3,57
(Р. Крстић - С. Вељовић - К. Ковач)
12. Робиња 3,56
(Р. Крстић - М. Цветковић - К. Ковач)